# Petersburg (Illinois)
Petersburg – miasto w Stanach Zjednoczonych, w stanie Illinois, siedziba administracyjna hrabstwa Menard.